# Popowcy
Popowcy, biegłopopowcy – odłam staroobrzędowców, który praktykuje obrzędy liturgiczne pod przewodnictwem kapłanów. Od XIX wieku ruch popowców ma własną hierarchię duchowną.

## Historia
Ruch popowców narodził się w łonie rosyjskich starowierców po 1656, gdy część staroobrzędowców pozbawionych duchownych po ich egzekucjach, samospaleniach lub naturalnej śmierci uznała ważność święceń kapłańskich udzielanych w Rosyjskim Kościele Prawosławnym po reformie patriarchy Nikona.
W wyniku tej aprobaty wiernych w XVII wieku monastery starowierców nad Irgizem zaczęły przyjmować do siebie suspendowanych kapłanów prawosławnych, którzy po ponownym obrzędzie bierzmowania stawali się duchownymi staroobrzędowców tzw. biegłopopowcami. Praktyka ta rozwijała się i była stosowana do XIX wieku tj. do czasu, gdy popowcy uzyskali własną hierarchię duchowną.
Pierwsze takie zdarzenie miało miejsce w 1846, gdy do grupy popowców na Bukowinie dołączył emerytowany prawosławny biskup Bośni i Sarajewa, Ambroży. Wyświęcił on dla staroobrzędowców bukowińskich i wołoskich dwóch biskupów. W wyniku tych aktów konsekracji powstała tzw. Cerkiew białokrynicka. Biegłopopowcy rosyjscy nie uznali jednak w znacznej części tych chirotonii i ich mnisi oraz kapłani nie weszli w skład nowo utworzonego Kościoła. Dopiero po I wojnie światowej w 1923 pozyskali dla siebie byłego arcybiskupa Saratowa, Mikołaja. W 1929 wyświęcił on dla nich wspólnie z innym eparchą pierwszego biskupa. W wyniku tego aktu powstała tzw. Cerkiew nowozybkowska.
W 1971 Patriarchat Moskiewski zdjął klątwę rzuconą na starowierców przez patriarchę Nikona, do dziś jednak nie doszło do głębszego zbliżenia między kanoniczną Cerkwią i staroobrzędowcami popowcami. Nieliczne próby unii podejmowane od XVIII wieku nazywane są jedinowierczestwem.
Na ziemiach polskich próby stworzenia kościoła popowców po II wojnie światowej podejmował się wielokrotnie biskup Ignacy Jan Wysoczański z Polskiego Kościoła Starokatolickiego, który prowadził misję wśród mazurskich staroobrzędowców. Założona przez niego wspólnota nie uzyskała jednak nigdy akceptacji i osobowości prawnej ze strony władz Polskiej Rzeczypospolitej Ludowej.

## Cerkwie staroobrzędowców popowców
- Cerkiew białokrynicka (ros. Русская Православная Старообрядческая Церковь)

Cerkiew powstała w 1846. Zwierzchnikiem Rosyjskiej Prawosławnej Cerkwi Staroobrzędowej jest Metropolita Moskwy i całej Rosji Kornilij (od 2005). Cerkiew ta podzielona jest na 14 diecezji i jedną metropolię w Moskwie. Istnieje 120 parafii (stan 1998) i seminarium w Moskwie.
- Cerkiew nowozybkowska (ros. Русская Древлеправославная Церковь)

Cerkiew powstała w 1923. Zwierzchnikiem Rosyjskiej Cerkwi Staroprawosławnej jest patriarcha Nowozybkowa, Moskwy i całej Rosji Aleksander (od 2000). Cerkiew ta ma 6 diecezji w Rosji, ok. 60 parafii w innych krajach byłego ZSRR i 4 parafie w Rumunii.
Poza tym poza Rosją są jeszcze cztery diecezje staroobrzędowców popowców. Jedna na Ukrainie, jedna w USA, jedna w Australii, jedna w Rumunii (Kościół Prawosławny Starego Obrządku w Rumunii z siedzibą w Braile) oraz kilka parafii w Kanadzie i Bułgarii.

## Zwierzchnicy Cerkwi popowców

### Cerkiew białokrynicka
Metropolici Węgier i Rumunii
- Ambrosios (1846-1848)
- Cyryl (1849-1873)
- Afanazi (1874-1905)
- Makary (1906-?)
- Silojan (1936-1941)
- Innocenty (1942)
- Tichon (1943-1968)
- Józef (1972-1982)
- Timon (1985-1996)
- Leonty (od 1996)

Metropolici Rosji
- Sofrony (1849-1853)
- Antoni (1853-1881)
- Sawat (1882-1898)
- Joan (1898-1915)
- Melety (1915-1934)
- locum tenens Wincenty (1934-1938)
- Sawa (1938-1943)
- Irinarch (1940-1952)
- Flawian (1952-1960)
- Józef (1961-1970)
- Nikodem (1971-1986)
- locum tenens Anstazy (1986)
- locum tenens Alimpi (1986)
- Alimpi (1986-2003)
- Andrian (2004-2005)
- locum tenens Joan (2005)
- Korneliusz (od 2005)

### Cerkiew nowozbykowska
Patriarchowie Moskwy i Wszechrusi
- Nikola (1923-1934)
- Stefan (1935-1937)
- Michaił (1938-1944)
- Joan (1944-1955)
- Epifanij (1955–1963)
- Jeremiasz (1963-1969)
- Paweł (1969-1977)
- Warsonofij (1977-1979)
- Gienadij (1979-1996)
- Aristarch (1996-2000)
- Aleksander (od 2000)